# Lena Bröder

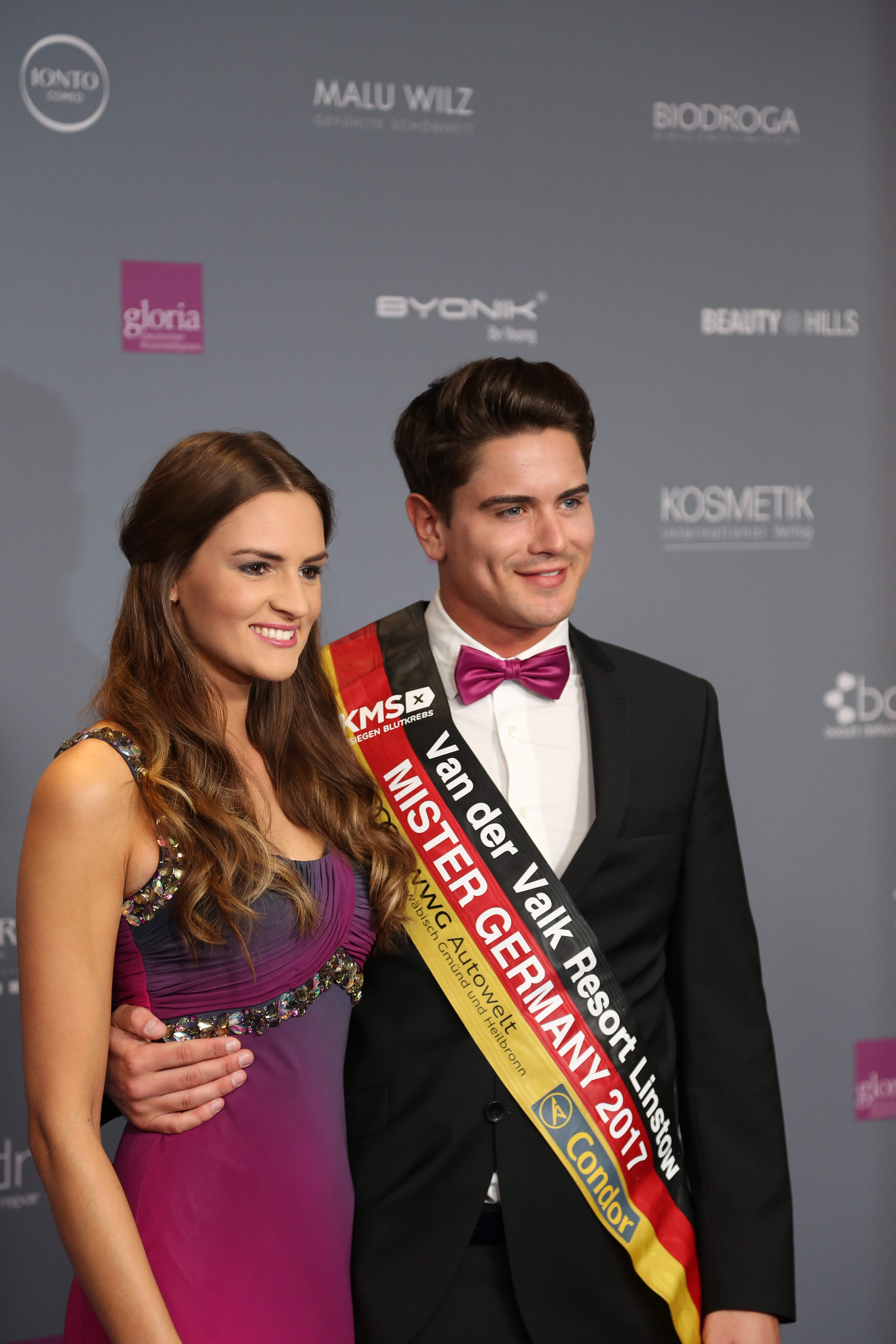
Lena Bröder mit Dominik Bruntner (Mister Germany 2017)

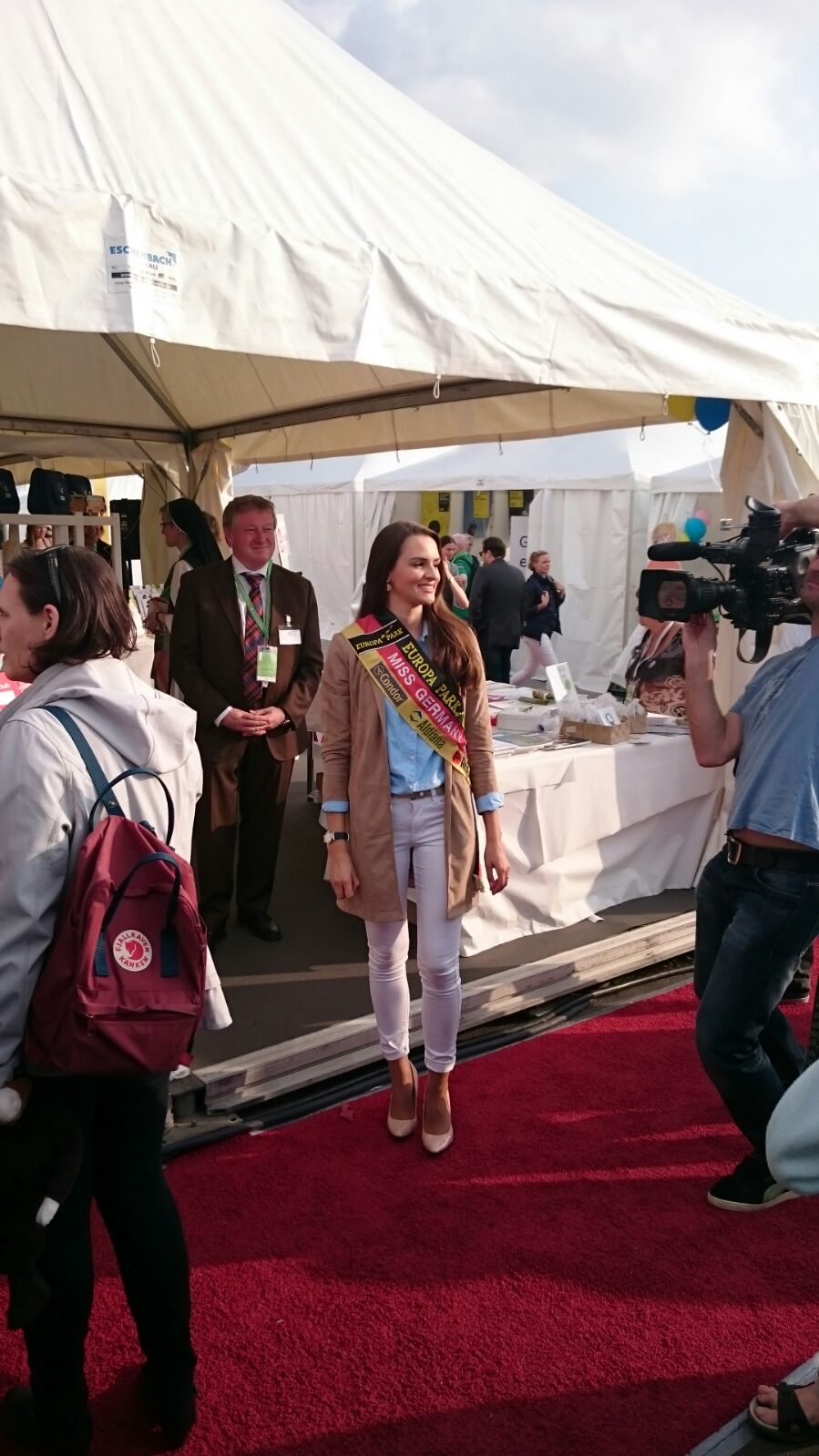
Lena Bröder beim 100. Deutschen Katholikentag 2016 in Leipzig

Lena Bröder (* 1989 in Göttingen) ist eine deutsche Lehrerin, Schönheitskönigin und Miss Germany 2016.

## Leben
Lena Bröder wuchs in Göttingen und in Herzberg am Harz auf. Nach Abschluss ihres Lehramtsstudiums mit den Fächern Arbeitslehre und Katholische Theologie an der Universität Kassel absolvierte sie ab 2015 ihr Lehramtsreferendariat für Hauswirtschaft und Katholische Religion an der Anne-Frank-Gesamtschule in Havixbeck.
Seit 2009 nimmt Lena Bröder regelmäßig an Schönheitswettbewerben teil und gibt dies als ihr Hobby an. Sie holte bei 30 Anläufen insgesamt 16 Titel. Unter anderem wurde sie Miss Goslar (2009), Miss Südharz (2011), Miss Kassel (2013), Miss Oldenburg (2013), Miss Ammerland (2015) und zuletzt Anfang 2016 Miss Westdeutschland. Am 21. Februar 2016 gewann sie im Europa-Park Rust die Wahl zur Miss Germany 2016 und löste damit Olga Hoffmann ab.
Am 15. Juni 2016 traf Lena Bröder, die praktizierende Katholikin ist, am Rande der wöchentlichen Generalaudienz auf dem Petersplatz im Vatikan Papst Franziskus und überreichte ihm ihr Buch Das Schöne in mir – Mit Glaube zum Erfolg. Sie erklärte anschließend, die kurze Begegnung mit dem Kirchenoberhaupt habe sie „bewegt“ und sie habe ihm versprochen, für ihn zu beten. Nach Angaben der Organisatoren des Schönheitswettbewerbs war dies das erste Mal, dass ein Papst eine „Miss Germany“ empfing. Kurz zuvor war sie bereits beim 100. Deutschen Katholikentag in Leipzig aufgetreten.
Bröder war bis 2019 mit Mister Germany 2017, Dominik Bruntner, liiert. Sie lebt in Nienburg/Weser und unterrichtet als Lehrerin an der Oberschule Hauswirtschaft und Technik.

## Schriften
- Das Schöne in mir – Mit Glaube zum Erfolg. Herder, Freiburg 2016, ISBN 3-45137615-6.